# 欧日地区卢维耶尔
欧日地区卢维耶尔（法語：Louvières-en-Auge，法語發音：[luvjɛʁ ɑ̃.n‿oʒ]）是法国奥恩省的一个市镇，属于阿让唐区。

## 地理
欧日地区卢维耶尔（48°52'12"N, 0°1'51"E）面积6.22 平方千米，位于法国诺曼底大区奧恩省，该省份为法国西北部内陆省份，北起顺时针与卡爾瓦多斯省、厄尔省、厄尔-卢瓦省、萨尔特省、马耶讷省和芒什省接壤。
与欧日地区卢维耶尔接壤的市镇（或旧市镇、城区）包括：蒙特勒伊-拉康布、方丹莱巴塞、特兰。

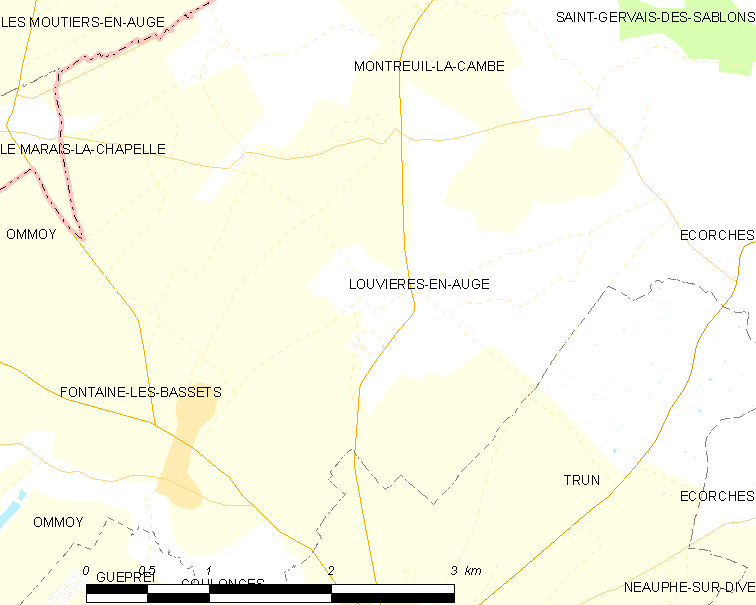
欧日地区卢维耶尔的OSM定位图

欧日地区卢维耶尔的时区为UTC+01:00、UTC+02:00（夏令时）。

## 行政
欧日地区卢维耶尔的邮政编码为61160，INSEE市镇编码为61238。

## 政治
欧日地区卢维耶尔所属的省级选区为阿让唐第二县。

## 人口

1962-2008年间欧日地区卢维耶尔人口变化图示

欧日地区卢维耶尔于2022年1月1日时的人口数量为95人。